# Frank Lubin
Frank John Lubin (lit: Pranas Lubinas ur. 7 stycznia 1910 w Los Angeles, zm. 8 lipca 1999 w Glendale, stan Kalifornia) – amerykański koszykarz pochodzenia litewskiego, złoty medalista letnich igrzyskach olimpijskich w Berlinie i Mistrzostw Europy w koszykówce w Kownie.